# Giro di Lombardia 1918
Il Giro di Lombardia 1918, quattordicesima edizione della corsa, fu disputata il 10 novembre 1918, su un percorso totale di 190 km. Fu vinta dall'italiano Gaetano Belloni, giunto al traguardo con il tempo di 7h08'00", alla media di 26,636 km/h, precedendo i connazionali Alfredo Sivocci e Carlo Galetti.
Presero il via da Milano 36 ciclisti e 22 di essi portarono a termine la gara.

## Ordine d'arrivo (Top 10)
| Pos. | Corridore           | Squadra | Tempo    |
| ---- | ------------------- | ------- | -------- |
| 1    | Gaetano Belloni     | Bianchi | 7h08'00" |
| 2    | Alfredo Sivocci     | Dei     | s.t.     |
| 3    | Carlo Galetti       | -       | s.t.     |
| 4    | Alexis Michiels     | -       | s.t.     |
| 5    | Leopoldo Torricelli | Dei     | s.t.     |
| 6    | Giuseppe Azzini     | -       | s.t.     |
| 7    | Clemente Canepari   | Stucchi | s.t.     |
| 8    | Lauro Bordin        | Bianchi | s.t.     |
| 9    | Romeo Poid          | -       | s.t.     |
| 10   | Arturo Ferrario     | -       | s.t.     |